# Mi tío Napoleón
Mi tío Napoleón (دایی جان ناپلئون, Da'i-i jan Napuli'un traducción literal: Querido tío Napoleón) es una novela de crecimiento escrita por el autor iraní Iraj Pezeshkzad y publicada en Teherán en persa en 1973. La novela fue adaptada a televisión en 1976 y la serie, dirigida por Nasser Taghvai alcanzó una enorme popularidad. Aunque tanto el libro como la serie de televisión fueron prohibidos en Irán tras la revolución islámica de 1979, ambos han seguido circulando ampliamente de forma clandestina y se consideran parte fundamental de la cultura popular persa. (Nafisi 2006). Hasta el día de hoy se la considera "la novela iraní más importante y más querida por los lectores desde la Segunda Guerra Mundial " (Ryan 2006) y "un homenaje a la complejidad, vitalidad, y flexibilidad de la cultura y sociedad iraníes " (Nafisi 2006). La novela es célebre por su parodia a la creencia popular iraní de que los ingleses son responsables de todo cuanto sucede en Irán. La novela se ha traducido al inglés por el conocido erudito Dick Davis y al castellano por Nazanín Armanian y Víctor Fuentes Mora.

## Resumen de la trama
La historia tiene lugar durante la ocupación de Irán por los Aliados durante la Segunda Guerra Mundial. La mayor parte de la trama transcurre en la casa del narrador, una gran mansión estilo iraní de principios del siglo XX en la que conviven tres familias de un mismo clan bajo la tiranía de un patriarca paranoico al que llaman el Querido Tío Napoleón. El tío , que en realidad es un oficial de baja graduación retirado de la brigada de cosacos persas que sirvió bajo el coronel Vladimir Liakhov, afirma, y conforme avanza la historia acaba por creer, que él y su mayordomo Mash Qasem lucharon contra el Imperio Británico y sus lacayos. Cuando las fuerzas Aliadas ocupan Irán, el Querido Tío, completamente poseído por sus propias batallitas, se convence de que los ingleses quieren vengarse de él. En este marco se desarrolla la historia del narrador, que en la novela no tiene nombre pero que en la serie de televisión se llama Saeed, que es un estudiante de instituto enamorado de su prima Layli que, para su desgracia, es la hija del Tío Napoleón. La novela se desarrolla explicándonos los esfuerzos del narrador por evitar el matrimonio que se ha acordado entre su amada Layli y un primo de ella llamado Puri mientras el padre del propio narrador y el Tío Napoleón conspiran el uno contra el otro y se hacen la vida imposible por culpa de viejas rencillas familiares. Una legión de personajes secundarios memorables, entre ellos detectives de la policía, funcionarios del gobierno, amas de casa, un médico, un carnicero, un predicador miedoso, sirvientes, un limpiabotas y un indio o dos aportan un sinfín de escenas cómicas a lo largo de la novela.

## Importancia literaria y recepción
Mi tío Napoleón, de Iraj Pezeshkzad, fue publicada en Irán en 1973. Como ha explicado el propio autor, está basada en su propia experiencia cuando se enamoró, siendo muy joven, de la hija de una rica familia aristocrática. La novela se convirtió inmediatamente en un punto de referencia cultural ineludible en Irán y sus personajes son iconos nacionales desde los años setenta. 
La novela es una representación rica y cómica de la sociedad iraní de la década de 1940, aunque muchas de las características de los diversos personajes son perfectamente reconocibles en la sociedad iraní actual. El jardín en el que tiene lugar la historia se convierte "en más de un sentido en un microcosmos de la sociedad iraní" (Nafisi 2006). La novela, en su núcleo, es una historia de amor que se desarrolla a partir del delicado y puro amor del narrador por su prima Layli, un amor que está constantemente amenazado por los demás miembros de la familia y el hilarante laberinto de intrigas y maquinaciones que desencadenan alrededor de los enamorados.
Muchos giros verbales y coloquialismos introducidos en esta novela han pasado a convertirse en patrimonio del persa coloquial.  Quizá el más notable de ellos sea la noción de "tíonapoleonismo" o el llamar a alguien "tío Napoleón", con lo que se quiere denotar una persona que cree que los todos los males de Irán son culpa de los extranjeros y, muy especialmente, de los ingleses. También deben destacarse en ese mismo sentido "ir a San Francisco", un eufemismo para hablar de las relaciones sexuales y "de aquí a la tumba sólo hay ah... ah...", una expresión que se utiliza para burlarse de alguien que está mintiendo flagrantemente.
Tras las protestas y manifestaciones que siguieron a las elecciones presidenciales de 12 de julio de 2009, Irán acusó a Occidente y, en especial, a agentes ingleses, de instigar las manifestaciones que reclamaban que los resultados habían sido manipulados.

## Adaptación como serie de televisión
En 1976 el director Nasser Taghvai convirtió la novela en una popular miniserie de televisión de 18 episodios. Con actuaciones espectaculares de los actores iraníes más conocidos, la serie cosechó un enorme éxito de público y de crítica y contribuyó a aumentar la ya anteriormente enorme popularidad del libro. La serie fue líder de audiencia durante la emisión de todos y cada uno de sus capítulos y se convirtió en el programa más visto los viernes por las noche. Muchos la consideran una obra maestra intemporal y la base sobre la que se ha edificiado toda la comedia televisiva iraní moderna. Financieramente la serie fue un enorme éxito. El coste de producción se ha estimado en 50 millones de riales (equivalentes a 770.000$ dólares de 1976), mientras que la emisión reportó unos 200 millones de riales, cuatro veces el coste de producción, solo en concepto de primera emisión televisiva. Debido a su enorme popularidad se repuso constantemente en la televisión iraní hasta que llegó la revolución islámica de 1979. Aunque la serie está prohibida en Irán desde entonces, sigue circulando de forma clandestina y sigue siendo una de las más populares en el país.

## Personajes principales de la novela
- Querido Tío Napoleón (Daï Jan Napoleon): El patriarca de la familia. El Querido Tío es un personaje paranoico y muy imaginativo que acaba por creerse que jugó un papel fundamental en las guerras contra los ingleses y sus "lacayos". El apodo Tío Napoleón se lo ponen sarcásticamente sus sobrinos debido a su admiración obsesiva por el emperador francés Napoleón Bonaparte.
- Mash Qasem: Es el fiel sirviente y mayordomo del Querido Tío, procedente de una pequeña ciudad, Ghiasabad cerca de Qom. Totalmente fiel al Querido Tío, afirma haber luchado junto a él en sus batallas contra el Ejército británico, las más importantes de las cuales son las batallas de Mamasani y la batalla de Kazerun. Orgulloso hasta el exceso de su nativa Ghiaasabad, constantemente intenta contar historias sobre ella y tiene tendencia a traicionarse cuando miente empezando sus frases con "¿Por qué iba yo a mentir? De aquí a la tumba sólo hay ah... ah... ". Mash Qasem se convierte en el mensajero a través del cual se comunican el narrador y Layli cuando no pueden encontrase, en parte como favor al narrador y en parte para satisfacer su ilimitada curiosidad. Mash Qasem es como un Sancho Panza para el Quijote del Querido Tío, con la diferencia de que, a diferencia de Sancho, Mash Qasem no sólo no mantiene los pies en el suelo sino que da alas a las fantasías de su señor.
- El narrador:  El narrador de la historia y sobrino del Querido Tío. El narrador, cuyo nombre no se nos da y que a veces asiste desde la distancia a las barbaridades que hacen sus parientes y demás personajes a pesar de ser la figura central alrededor de la cual se desarrolla todo, se enamora de Layli, hija del Querido Tío, un cálido día de agosto a las tres menos cuarto de la tarde.
- El padre del narrador: Un farmacéutico que está casado con la hermana del Querido Tío. Después de años de verse ridiculizado por el Querido Tío por no tener antepasados aristócratas, se venga reforzando el convencimiento del Querido Tío de que los ingleses quieren vengarse de él.
- Asadollah Mirza: Un funcionario del Ministerio de Exteriores y hermano de Shamsali Mirza. Un auténtico donjuán, Asadollah Mirza no pierde oportunidad de seducir a las damas con su encanto y su carisma, sin importarle si están solteras o casadas. Una vez estuvo enamorado, igual que el narrador, pero ella le engañó y abandonó. El “Mirza” que comparte con su hermano es un título honorífico que indica un parentesco lejano con la familia real Qajar.  Conforme avanza la novela, se convierte en el mejor amigo del narrador y le ayuda a menudo en sus esfuerzos por estar con su amada..

## Personajes secundarios
- El tío Colonel : Es el hermano menor del Querido Tío Napoleón.  Un oficial que se retiró del ejército mucho antes de llegar a coronel, pero al que la familia se dirige con ese rango.
- Dustali Khan: El cuñado del Querido Tío y su familiar favorito. Dustali es particularmente inútil e incapaz en cuanto emprende y los demás se ríen mucho de él, especialmente Asadollah Mirza. En una ocasión su mujer intenta cortarle el pene con un cuchillo de cocina después de descubrir que le ha sido infiel. En otra ocasión su mujer le dispara en las nalgas con una escopeta de perdigones cuando descubre que ha dejado embarazada a su hijastra.
- Aziz Al-Saltaneh: Es la esposa de Dustali Khan y la madre de Qamar. Es prima de Asadollah y Shamsali Mirza.
- Dr. Naser Al-Hokama: Un anciano doctor que es amigo y médico de la familia. Se ha casado en tres ocasiones y en varias ocasiones en la novela se caricarituriza sus escasos conocimientos de medicina.
- Shamsali Mirza: El hermano mayor de Asadollah Mirza. Es un fiscal de distrito retirado que cree que un buen interrogatorio es la solución a todos los problemas de la vida.
- Layli: Hija del Querido Tío. Ella y el narrador se enamoran, pero su padre ha concertado su matrimonio con otro..
- Puri: Es el torpe hijo del tío Coronel, cuyo matrimonio con Layli han arreglado los respectivos padres. Siempre objeto de ridículo para el narrador, el ejército lo recluta para luchar contra la invasión de los Aliados, pero él se desmaya durante la batalla al oír el primer disparo. Pierde uno de sus testículos en una pelea con el narrador, convirtiéndose por ello en víctima de los tratamientos del doctor Naser al-Hokama.
- Qamar: La hija que tuvo Aziz al-Saltaneh de su primer matrimonio e hijastra de Dustali Khan. Tiene un problema de sobrepeso y de desarrollo mental. La familia hace lo imposible por encontrarle un marido y salvar su honor después de que se quede embarazada de Dustali Khan.
- Subinspector Taymur Khan: Un detectiva "internationalmente famoso " por se rel autor de su agresivo método de investigación sorpresa. Un personaje memorable y uno de los policías más absurdos que han aparecido en una novela en cualquier idioma.
- Oficial cadete Ghiaasabadi: Un viejo detective adicto al opio que actúa como ayudante del subinspector Taymur Khan y que acaba casándose con Qamar y llevándose el dinero de su herencia a pesar de la oposición y los innumerables obstáculos que le pone Dustali Khan.
- Naneh Rajab: La madre del oficial cadete Ghiaasabadi.
- Akhtar: La hermana del oficial cadete Ghiasabdi's sister. Una mujer promiscua que es bailarina en un club nocturno.
- Asghar el Diesel: El novio de Akhtar, un matón callejero.
- Farokh Laqa: Una anciana cotilla que nunca se casó y que anda siempre en busca de funerales a los que asistir.
- El brigadier Maharat Khan: Un empresario sij al que el Querido Tío toma por un espía inglés, a pesar de que ya no pertenece al Ejército británico.
- Lady Maharat Khan: La esposa inglesa y rubia del brigadier.
- Shir Ali, el carnicero: Un carnicero gigantesco y vilento que protege obsesivamente el honor de su mujer pero que es demasiado tonto como para darse cuenta de lo que sucede en su propia casa. El "Shir" de su nombre significa "león".
- Tahereh: La lasciva y hermosa mujer de Shir Ali, con la que han dormido todos los hombres del vecindario, desde Dustali Khan a Asadollah Mirza.
- Houshang: Un zapatero y limpiabotas local que el Querido Tío Napoleón cree que es un agente enviado por los alemanes para protegerlo de losbritánicos.
- Seyed Abolqasem: Un predicador local.
- Naneh Bilqis: La criada y cocinera del Querido Tío.

## Historia de las ediciones en España
- 2010, España, Ático de los libros ISBN 978-84-613-8145-6

## Reseñas
- Black, Barbara (16 de septiembre de 2006). «An Iranian classic». The Gazette (Montreal).
- Rubin, Merle. «Echoes of Monty Python In This Iranian Sitcom». Christian Science Monitor (Boston, MA).
- Bellamy, John Stark II. «Iran Masterpiece of Lowbrow Humor». Plain Dealer (Cleveland, Ohio).